# Суђења за ратне злочине у Хабаровску
Суђења за ратне злочине у Хабровску представљају низ кратких судских процеса одржаних између 25. и 31. децембра 1949. године у руском индустријском граду Хабаровску на руском Далеком истоку. Суђено је дванаесторици припадника јапанске Квантушке армије, а због производње и употребе биолошког оружја током Другог светског рата. 
Свих 12 оптужених су оглашени кривима и осуђени на казне између 2 и 25 година принудног рада у логору. Сви су репатрирани у Јапан 1956. године. Постоје индиције да су оптуженима дате блаже казне у замену за давање свих информација које су имали о раду Јединице 731. 

## Оптужени и њихове казне
- Генерал Јамада Оцузо, бивши командант Квантушке армије; 25 година
- Генерал-пуковник Каџицука Руиџи, бивши шеф медицинске администрације; 25 година
- Генерал-пуковник Такахаши Такацу, бивши шеф ветеринарске службе; 25 година
- Генерал-мајор Кавашима Кијоши, бивши шеф Јединице 731; 25 година
- Мајор Карасава Томио, бивши шеф секције Јединице 731; 18 година
- Потпуковник Ниши Тошихиде, бивши шеф дела Јединице 731; 20 година
- Мајор Оноуе Масао, бивши шеф огранка Јединице 731.; 12 година
- Генерал-мајор Сато Шунџи, бивши шеф медицинске службе 5. армије; 20 година
- Поручник Хиразакура Зенсаку, бивши истраживач у Јединици 100; 10 година
- Старији наредник Митомо Казуо, бивши члан Јединице 100; 15 година
- Каплар Кикучи Норимицу, бивши члан медицинског особља Огранка 643 Јединице 731; 2 године
- Курушима Јуџи, бивши лабораторијски радник Огранка 162 Јединице 731; 3 године